# فینال‌های ان‌بی‌ای ۱۹۸۱
سری فینال‌های قهرمان جهان ان‌بی‌ای ۱۹۸۱ مرحلهٔ قهرمانی اتحادیهٔ ملی بسکتبال در فصل ۸۱–۱۹۸۰ می‌باشد. در این مرحله، بوستون سلتیکس به عنوان قهرمان کنفرانس شرق در برابر هیوستون راکتس به عنوان قهرمان کنفرانس غرب قرار گرفت. سلتیکس در فصل عادی رکورد ۶۲–۲۰ را به ثبت رسانده بود و در سمت مقابل راکتس رکورد ۴۰–۴۲ را به دست آورده بود. این دومین و آخرین باری است که یک تیم با رکورد باخت بیشتر در فصل عادی، به رقابت پایانی راه پیدا می‌کند. پیش از این تیم مینیاپولیس لیکرز در ۱۹۵۹ با رکورد برد کمتر و باخت بیشتر در فصل عادی، به سری بازی‌های نهایی رسیده بود.

## پیش‌زمینه

### مسیر فینال
| #  | کنفرانس غرب           | کنفرانس غرب | کنفرانس غرب | کنفرانس غرب | کنفرانس غرب   |
| #  | تیم                   | برد         | باخت        | درصد برد    | بازی‌های پشت‌سر |
| -- | --------------------- | ----------- | ----------- | ----------- | ------------- |
| ۱  | c-فینیکس سانز         | ۵۷          | ۲۵          | ۰٫۶۹۵       | –             |
| ۲  | y-سن آنتونیو اسپرز    | ۵۲          | ۳۰          | ۰٫۶۳۴       | ۵             |
| ۳  | x-لس آنجلس لیکرز      | ۵۴          | ۲۸          | ۰٫۶۵۹       | ۳             |
| ۴  | x-پورتلند تریل بلیزرز | ۴۵          | ۳۷          | ۰٫۵۴۹       | ۱۲            |
| ۵  | x-کانزاس سیتی کینگز   | ۴۰          | ۴۲          | ۰٫۴۸۸       | ۱۷            |
| ۶  | x-هیوستون راکتس       | ۴۰          | ۴۲          | ۰٫۴۸۸       | ۱۷            |
|    |                       |             |             |             |               |
| ۷  | گلدن استیت واریرز     | ۳۹          | ۴۳          | ۰٫۴۷۶       | ۱۸            |
| ۸  | دنور ناگتس            | ۳۷          | ۴۵          | ۰٫۴۵۱       | ۲۰            |
| ۹  | سن دیگو کلیپرز        | ۳۶          | ۴۶          | ۰٫۴۳۹       | ۲۱            |
| ۱۰ | سیاتل سوپرسانیکس      | ۳۴          | ۴۸          | ۰٫۴۱۵       | ۲۳            |
| ۱۱ | یوتا جاز              | ۲۸          | ۵۴          | ۰٫۳۴۱       | ۲۹            |
| ۱۲ | دالاس ماوریکس         | ۱۵          | ۶۷          | ۰٫۱۸۳       | ۴۲            |

| #  | کنفرانس شرق             | کنفرانس شرق | کنفرانس شرق | کنفرانس شرق | کنفرانس شرق   |
| #  | تیم                     | برد         | باخت        | درصد برد    | بازی‌های پشت‌سر |
| -- | ----------------------- | ----------- | ----------- | ----------- | ------------- |
| ۱  | z-بوستون سلتیکس         | ۶۲          | ۲۰          | ۰٫۷۵۶       | –             |
| ۲  | y-میلواکی باکس          | ۶۰          | ۲۲          | ۰٫۷۳۲       | ۲             |
| ۳  | x-فیلادلفیا سونتی‌سیکسرز | ۶۲          | ۲۰          | ۰٫۷۵۶       | –             |
| ۴  | x-نیویورک نیکس          | ۵۰          | ۳۲          | ۰٫۶۱۰       | ۱۲            |
| ۵  | x-شیکاگو بولز           | ۴۵          | ۳۷          | ۰٫۵۴۹       | ۱۷            |
| ۶  | x-ایندیانا پیسرز        | ۴۴          | ۳۸          | ۰٫۵۳۷       | ۱۸            |
|    |                         |             |             |             |               |
| ۷  | واشینگتن بولتز          | ۳۹          | ۴۳          | ۰٫۴۷۶       | ۲۳            |
| ۸  | آتلانتا هاوکس           | ۳۱          | ۵۱          | ۰٫۳۷۸       | ۳۱            |
| ۹  | کلیولند کاوالیرز        | ۲۸          | ۵۴          | ۰٫۳۴۱       | ۳۴            |
| ۱۰ | نیوجرسی نتس             | ۲۴          | ۵۸          | ۰٫۲۹۳       | ۳۸            |
| ۱۱ | دیترویت پیستونز         | ۲۱          | ۶۱          | ۰٫۲۵۶       | ۴۱            |

(*)سلتیکس برای بهترین رکورد ان‌بی‌ای با فیلادلفیا سونتی‌سیکسرز برابر شد، اما سلتیکس عنوان نخست بخش را کسب کرد و در مجموع در سید بالاتر قرار گرفت.

### سری‌های فصل عادی
بوستون سلتیکس هر دو بازی سری فصل عادی را برد:
| ۱۹ دسامبر ۱۹۸۰ |

|  |

| هیوستون راکتس ۱۱۹, بوستون سلتیکس ۱۳۳ |

| ۴ مارس ۱۹۸۱ |

|  |

| بوستون سلتیکس ۱۰۸, هیوستون راکتس ۱۰۱ |

## خلاصه سری
| بازی   | تاریخ          | تیم میزبان    | نتیجه        | تیم مهمان     |
| ------ | -------------- | ------------- | ------------ | ------------- |
| بازی ۱ | سه‌شنبه، ۵ مه   | بوستون سلتیکس | ۹۸–۹۵ (۱–۰)  | هیوستون راکتس |
| بازی ۲ | پنج‌شنبه، ۷ مه  | بوستون سلتیکس | ۹۰–۹۲ (۱–۱)  | هیوستون راکتس |
| بازی ۳ | شنبه، ۹ مه     | هیوستون راکتس | ۷۱–۹۴ (۱–۲)  | بوستون سلتیکس |
| بازی ۴ | یکشنبه، ۱۰ مه  | هیوستون راکتس | ۹۱–۸۶ (۲–۲)  | بوستون سلتیکس |
| بازی ۵ | سه‌شنبه، ۱۲ مه  | بوستون سلتیکس | ۱۰۹–۸۰ (۳–۲) | هیوستون راکتس |
| بازی ۶ | پنج‌شنبه، ۱۴ مه | هیوستون راکتس | ۹۱–۱۰۲ (۲–۴) | بوستون سلتیکس |

### بازی ۱
| ۵ مه 7:35 p.m. EDT |

|  |

| هیوستون راکتس ۹۵, بوستون سلتیکس ۹۸                                 |  |                                                      |
| امتیاز بر پایه وقت: ۲۹–۲۴, ۲۸–۲۷, ۲۴–۲۵, ۱۴–۲۲                     |  |                                                      |
| امتیاز: Robert Reid ۲۷ ریباند: موزس مالون ۱۵ پاس : Mike Dunleavy ۷ |  | امتیاز: لری برد ۱۸ ریباند: لری برد ۲۱ پاس: لری برد ۹ |
| بوستون پیشتاز سری، ۱–۰                                             |  |                                                      |

### بازی ۲
| ۷ مه 7:35 p.m. EDT |

|  |

| هیوستون راکتس ۹۲, بوستون سلتیکس ۹۰                                 |  |                                                                               |
| امتیاز بر پایه وقت: ۲۲–۲۶, ۲۳–۲۳, ۲۳–۱۹, ۲۴–۲۲                     |  |                                                                               |
| امتیاز: موزس مالون ۳۱ ریباند: موزس مالون ۱۵ پاس : ۳ ۳ بازیکن، همگی |  | امتیاز: لری برد ۱۹ ریباند: لری برد ۲۱ پاس: Nate Archibald, Gerald Henderson ۴ |
| سری برابر، ۱–۱                                                     |  |                                                                               |

### بازی ۳
| ۹ مه 2:35 p.m. CDT |

|  |

| بوستون سلتیکس ۹۴, هیوستون راکتس ۷۱                            |  |                                                                   |
| امتیاز بر پایه وقت: ۲۱–۱۷, ۲۰–۱۳, ۲۴–۱۸, ۲۹–۲۳                |  |                                                                   |
| امتیاز: Cedric Maxwell ۱۹ ریباند: لری برد ۱۳ پاس : لری برد ۱۰ |  | امتیاز: موزس مالون ۲۳ ریباند: موزس مالون ۱۵ پاس: ۳ بازیکن، همگی ۲ |
| بوستون پیشتاز سری، ۲–۱                                        |  |                                                                   |

### بازی ۴
| ۱۰ مه 12:05 p.m. CDT |

|  |

| بوستون سلتیکس ۸۶, هیوستون راکتس ۹۱                                  |  |                                                                     |
| امتیاز بر پایه وقت: ۲۶–۲۶, ۲۴–۲۴, ۱۷–۲۵, ۱۹–۱۶                      |  |                                                                     |
| امتیاز: Cedric Maxwell ۲۴ ریباند: Cedric Maxwell ۱۴ پاس : لری برد ۷ |  | امتیاز: Mike Dunleavy ۲۸ ریباند: موزس مالون ۲۲ پاس: Tom Henderson ۹ |
| سری برابر، ۲–۲                                                      |  |                                                                     |

### بازی ۵
| ۱۲ مه 9:05 p.m. EDT |

|  |

| هیوستون راکتس ۸۰, بوستون سلتیکس ۱۰۹                               |  |                                                                    |
| امتیاز بر پایه وقت: ۱۹–۳۴, ۱۸–۲۵, ۱۸–۱۸, ۲۵–۳۲                    |  |                                                                    |
| امتیاز: موزس مالون ۲۰ ریباند: موزس مالون ۱۱ پاس : Allen Leavell ۶ |  | امتیاز: Cedric Maxwell ۲۸ ریباند: Cedric Maxwell ۱۵ پاس: لری برد ۸ |
| بوستون پیشتاز سری، ۳–۲                                            |  |                                                                    |

### بازی ۶
| ۱۴ مه 9:05 p.m. CDT |

|  |

| بوستون سلتیکس ۱۰۲, هیوستون راکتس ۹۱                           |  |                                                                                     |
| امتیاز بر پایه وقت: ۲۵–۲۴, ۲۸–۲۳, ۲۹–۲۰, ۲۰–۲۴                |  |                                                                                     |
| امتیاز: لری برد ۲۷ ریباند: لری برد ۱۳ پاس : Nate Archibald ۱۲ |  | امتیاز: Robert Reid ۲۷ ریباند: موزس مالون ۱۶ پاس: Tom Henderson, Robert Reid همگی ۵ |
| بوستون برندهٔ سری، ۴–۲                                         |  |                                                                                     |

## آمارهای بازیکنان
بوستون سلتیکس
| بازیکن           | GP | GS | MPG  | FG%   | 3FG%  | FT%   | RPG  | APG | SPG | BPG | PPG  |
| ---------------- | -- | -- | ---- | ----- | ----- | ----- | ---- | --- | --- | --- | ---- |
| Chris Ford       | ۶  | ۶  | ۳۰٫۷ | ۰٫۵۰۰ | ۰٫۲۲۲ | ۰٫۷۷۸ | ۲٫۷  | ۲٫۳ | ۰٫۷ | ۰٫۰ | ۱۰٫۵ |
| Cedric Maxwell   | ۶  | ۶  | ۳۷٫۸ | ۰٫۵۶۸ | ۰٫۰۰۰ | ۰٫۷۵۹ | ۹٫۵  | ۲٫۸ | ۰٫۲ | ۱٫۰ | ۱۷٫۷ |
| Larry Bird       | ۶  | ۶  | ۴۲٫۸ | ۰٫۴۱۹ | ۰٫۵۰۰ | ۰٫۸۱۳ | ۱۵٫۳ | ۷٫۰ | ۲٫۳ | ۰٫۵ | ۱۵٫۳ |
| Kevin McHale     | ۶  | ۰  | ۱۳٫۸ | ۰٫۳۸۷ | ۰٫۰۰۰ | ۰٫۵۷۱ | ۳٫۳  | ۰٫۸ | ۰٫۰ | ۰٫۷ | ۴٫۷  |
| Tiny Archibald   | ۶  | ۶  | ۳۳٫۸ | ۰٫۳۶۴ | ۰٫۰۰۰ | ۰٫۸۷۵ | ۱٫۲  | ۵٫۵ | ۰٫۷ | ۰٫۰ | ۱۰٫۳ |
| Rick Robey       | ۶  | ۰  | ۱۶٫۳ | ۰٫۵۵۹ | ۰٫۰۰۰ | ۰٫۵۶۳ | ۳٫۷  | ۰٫۳ | ۰٫۰ | ۰٫۲ | ۷٫۸  |
| Gerald Henderson | ۶  | ۰  | ۱۵٫۸ | ۰٫۵۵۹ | ۰٫۰۰۰ | ۰٫۸۳۳ | ۱٫۷  | ۱٫۷ | ۰٫۷ | ۰٫۳ | ۷٫۲  |
| Robert Parish    | ۶  | ۶  | ۲۷٫۸ | ۰٫۵۰۶ | ۰٫۰۰۰ | ۰٫۶۳۲ | ۷٫۷  | ۱٫۰ | ۱٫۲ | ۲٫۰ | ۱۵٫۰ |
| M.L. Carr        | ۶  | ۰  | ۱۸٫۳ | ۰٫۴۵۹ | ۰٫۰۰۰ | ۰٫۷۵۰ | ۱٫۷  | ۱٫۰ | ۰٫۷ | ۰٫۷ | ۴٫۷  |
| Terry Duerod     | ۴  | ۰  | ۱٫۵  | ۰٫۴۲۹ | ۰٫۰۰۰ | ۰٫۰۰۰ | ۰٫۰  | ۰٫۰ | ۰٫۳ | ۰٫۰ | ۱٫۵  |
| Eric Fernsten    | ۴  | ۰  | ۲٫۵  | ۰٫۰۰۰ | ۰٫۰۰۰ | ۰٫۶۶۷ | ۱٫۰  | ۰٫۳ | ۰٫۳ | ۰٫۰ | ۰٫۵  |

هیوستون راکتس
| بازیکن           | GP | GS | MPG  | FG%   | 3FG%  | FT%   | RPG  | APG | SPG | BPG | PPG  |
| ---------------- | -- | -- | ---- | ----- | ----- | ----- | ---- | --- | --- | --- | ---- |
| Tom Henderson    | ۶  | ۶  | ۳۲٫۲ | ۰٫۳۹۵ | ۰٫۰۰۰ | ۰٫۷۳۳ | ۲٫۲  | ۴٫۲ | ۰٫۷ | ۰٫۲ | ۶٫۸  |
| Allen Leavell    | ۵  | ۰  | ۱۴٫۶ | ۰٫۳۰۳ | ۰٫۰۰۰ | ۰٫۷۱۴ | ۱٫۴  | ۳٫۴ | ۰٫۶ | ۰٫۶ | ۵٫۰  |
| Robert Reid      | ۶  | ۶  | ۴۰٫۷ | ۰٫۳۷۵ | ۰٫۰۰۰ | ۰٫۶۹۶ | ۷٫۵  | ۳٫۳ | ۲٫۰ | ۰٫۸ | ۱۴٫۷ |
| Mike Dunleavy    | ۶  | ۶  | ۲۷٫۵ | ۰٫۴۱۵ | ۰٫۴۲۹ | ۰٫۸۰۰ | ۲٫۳  | ۳٫۲ | ۱٫۷ | ۰٫۲ | ۱۷٫۷ |
| Billy Paultz     | ۶  | ۶  | ۳۲٫۷ | ۰٫۴۰۳ | ۰٫۰۰۰ | ۰٫۶۲۵ | ۶٫۰  | ۱٫۳ | ۱٫۲ | ۰٫۷ | ۱۱٫۲ |
| Moses Malone     | ۶  | ۶  | ۴۴٫۸ | ۰٫۴۰۳ | ۰٫۰۰۰ | ۰٫۶۷۳ | ۱۶٫۳ | ۱٫۳ | ۰٫۸ | ۲٫۲ | ۲۲٫۲ |
| Bill Willoughby  | ۶  | ۰  | ۲۲٫۳ | ۰٫۲۶۹ | ۰٫۰۰۰ | ۰٫۷۳۹ | ۴٫۵  | ۱٫۲ | ۱٫۰ | ۰٫۸ | ۷٫۵  |
| Calvin Murphy    | ۴  | ۰  | ۲۲٫۰ | ۰٫۳۹۵ | ۰٫۰۰۰ | ۰٫۸۳۳ | ۱٫۰  | ۰٫۸ | ۱٫۰ | ۰٫۰ | ۹٫۸  |
| Calvin Garrett   | ۴  | ۰  | ۱۰٫۸ | ۰٫۵۵۶ | ۰٫۰۰۰ | ۱٫۰۰۰ | ۱٫۸  | ۰٫۳ | ۰٫۵ | ۰٫۳ | ۳٫۰  |
| Major Jones      | ۳  | ۰  | ۶٫۰  | ۰٫۵۰۰ | ۰٫۰۰۰ | ۰٫۳۳۳ | ۱٫۷  | ۰٫۳ | ۰٫۳ | ۰٫۳ | ۳٫۰  |
| Rudy Tomjanovich | ۳  | ۰  | ۵٫۷  | ۰٫۱۲۵ | ۰٫۰۰۰ | ۰٫۰۰۰ | ۱٫۳  | ۰٫۰ | ۰٫۰ | ۰٫۰ | ۰٫۷  |